# IC 3800
IC 3800 је елиптична галаксија у сазвјежђу Ловачки пси која се налази на листи објеката дубоког неба у Индекс каталогу.
Деклинација објекта је + 36° 34' 30" а ректасцензија 12h 48m 27,3s. Привидна величина (магнитуда) објекта IC 3800 износи 15,5 а фотографска магнитуда 16,5.